# Vasile Jeican
Vasile Jeican (n. 1886, Cușma – d. 1961, Dorolea) a fost un deputat în Marea Adunare Națională de la Alba Iulia, organismul legislativ reprezentativ al „tuturor românilor din Transilvania, Banat și Țara Ungurească”, cel care a adoptat hotărârea privind Unirea Transilvaniei cu România, la 1 decembrie 1918.:p. 77

## Biografie
Vasile Jeican a participat la organizarea C.N.R și a G.N.R. din Galații Bistriței. După dictatul de la Viena s-a refugiat la Sibiu, stabilindu-se în anul 1946 în satul Dorolea, județul Bistrița-Năsăud.:p. 121-122

## Activitatea politică

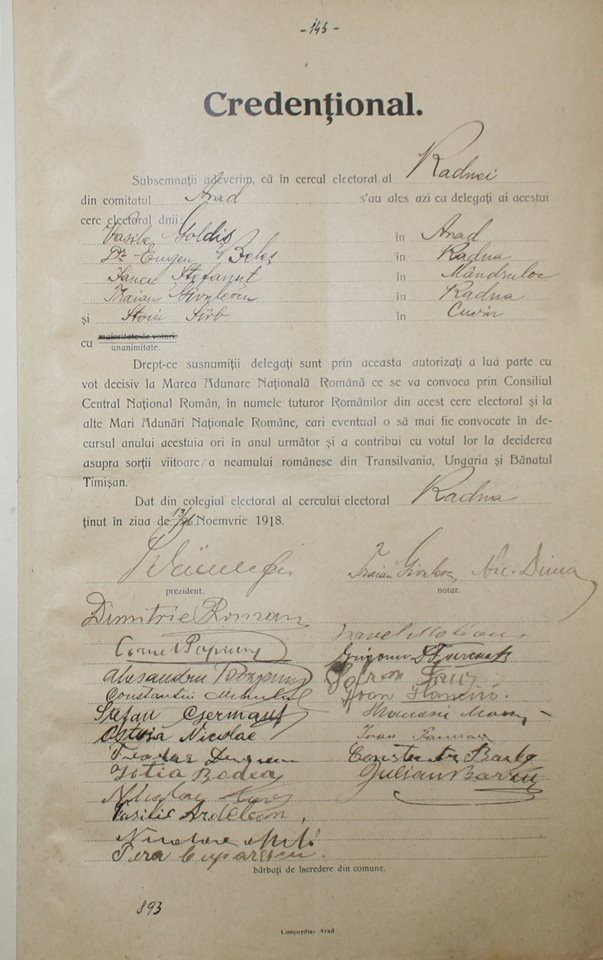
Credențional

Ca deputat în Adunarea Națională din 1 decembrie 1918ת Vasile Jeican a reprezentat, ca delegat de drept, cercul electoral Bistrița:p. 121-122